# 9. tisućljeće pr. Kr.
◄ | 10. tisućljeće pr. Kr. | 9. tisucljeće pr. Kr. | 8. tisućljeće pr. Kr. | ►
90. stoljeće pr. Kr. | 89. stoljeće pr. Kr. | 88. stoljeće pr. Kr. | 87. stoljeće pr. Kr. | 86. stoljeće pr. Kr. | 85. stoljeće pr. Kr. | 84. stoljeće pr. Kr. | 83. stoljeće pr. Kr. | 82. stoljeće pr. Kr. | 81. stoljeće pr. Kr.
9. tisućljeće pr. Kr. je je razdoblje od 9000. pr. Kr. do 8001. pr. Kr..
Ovo tisućljeće označava početak neolitskog razdoblja. Poljoprivreda se širi Plodnim polumjesecom kao i korištenje lončarije. Veće naseobine, kao što je Jerihon nastaju na trgovinskim rutama. Sjeverna Euroazija ponovno biva naseljena nakon što su se ledenjaci povukli. Svjetska populacija broji nekoliko milijuna ljudi, vjerojatno ispod 5 milijuna.

## Promjene okoline
Oko 8000. pr. Kr.:
- Svijet - Porast razine mora.
- Mediteran - Počinje naseljavanje mediteranskih otoka.
- Antarktika - započinje dugoročno otapanje antarktičkog ledenog pokrova.
- Azija - porast razine mora zbog postglacijalnog zatopljenja.
- Svijet - Nestanak preko 40 milijuna životinja u ovom vremenskom razdoblju.
- Sjeverna Amerika - Ledenjaci su se počeli povlačiti, a do 8.000. pr. Kr. je Wisconsinska glacijacija potpuno nestala.
- Svijet - Unutrašnjost kontinenata u mnogim regijama poplavljena zbog katastrofalnog otapanja ledenjaka.

## Glavni događaji i razvoji
- Oko 9000. pr. Kr. – Mediteran - Započinje naseljavanje mediteranskih otoka
- Oko 8700. pr. Kr. – 8400. pr. Kr. – Britanija - Star Carr nalazište u Yorkshireu u Britaniji nastanjeno maglemosijanskim ljudima
- Oko 8500. pr. Kr. – Velika Britanija - Mezolitski lovci logoruju u Cramondu prapovijesnoj Škotskoj.
- Oko 8350. pr. Kr. – Bliski istok - Nastalo neolitsko naselje u Jerihonu.
- Oko 8300. pr. Kr. – Velika Britanija - Nomadski lovci dolaze u Englesku.
- Oko 8000. pr. Kr. – Norveška - Øvre Eiker u Norveškoj nastanjen.
- Oko 8000. pr. Kr. – Afrika - Najstariji poznato izrezbareno kamenje u Africi, pronađeno u pećini zvanoj Apollo 1.

## Izumi i otkrića
Oko 8000. pr. Kr.:
- Južna Amerika - Stanovnici Anda počinju uzgajati ljute papričice i dvije vrste graha.
- Azija - Započelo Pripitomljavanje svinje u Kini i Turskoj.
- Bliski Istok - Pripitomljavanje ovaca i koza.
- Azija - Dokazi o pripitomljavanju pasa od vukova.
- Svijet - Navodna transatlantska trgovina duhanom između Afrike i Južne Amerike.
- Bliski Istok - Drevna kremena oruđa u sjevernoj i centralnoj Arabiji pripadaju lovačko-sakupljačkim društvima.
- Bliski Istok - Glineno posuđe i figurice ljudi i životinja od terakote su proizvedene u Ganj Darehu u zapadnom Iranu.

## Vanjske poveznice
|  | Zajednički poslužitelj ima još gradiva o temi 9. tisućljeće pr. Kr. |